# CARE Package
CARE Package — пакет первой помощи, распределяемой гуманитарной организацией CARE International. 
Хотя название этого пакета является зарегистрированной торговой маркой, оно широко применяется как общий термин для посылок помощи людям, облегчая их существование.

## История
Пакеты появились впервые в 1945 году для поддержки программы продовольственной помощи странам Европы, где большое количество людей оказались на грани голода в результате Второй мировой войны. CARE Internationa получила разрешение от правительства США отправить излишки пакетов пищи армии США «10-в-1» (10-in-1 food parcel, предназначены для одного приема пищи на 10 человек), которые были подготовлены к не состоявшемуся вторжению в Японию. Таким образом, пакет помощи CARE Package стал помощью для пострадавших в ходе войны европейцев.
Тысячи американцев были вовлечены в отправку пакетов помощи, в их числе был и президент США Гарри Трумэн.
Первые пакеты CARE Package содержали:
- один фунт говядины в бульоне;
- один фунт стейка и почек;
- 8 унций ливерного батона;
- 8 унций солонины;
- 12 унций хлеба для завтрака;
- 8 унций бекона;
- 2 фунта маргарина;
- один фунт сала;
- один фунт фруктов;
- один фунт меда;
- один фунт изюма;
- один фунт шоколада;
- 2 фунта сахара;
- 8 унций яичного порошка;
- 2 фунта порошка цельного молока;
- 2 фунта кофе.

Более поздние пакеты включали питание для различных культурных диет, а также непродовольственные товары, такие как инструменты, одеяла, школьные принадлежности и лекарства.
Первые 20 000 посылок были доставлены во французский порт Гавр 11 мая 1946 года. В течение следующих двух десятилетий было поставлено еще 100 миллионов упаковок в Европу, а затем в Азию и другие развивающиеся страны мира. Первоначально необходимо было указывать получателя помощи, но с течением времени пакеты стали отправляться в целевые области, а не конкретным лицам. В 1960-х годах CARE International перестала отсылать свои пакеты, сосредоточившись на долгосрочных и более объёмных проектах по оказанию чрезвычайной помощи.

## Память
- В 1962 году президент Джон Кеннеди признал позитивное влияние пакетов помощи, сказав: «Every CARE Package is a personal contribution to the world peace our nation seeks. It expresses America's concern and friendship in a language all peoples understand».

- На 50-летие блокады Западного Берлина 1948 года президент Билл Клинтон доставил оригинальный пакет помощи CARE Package, чтобы дать старт серии годовых юбилейных мероприятий в Германии.

- В 1996 году CARE International предоставила Смитсоновскому национальному музею американской истории пакет помощи 1962 года, который и по настоящее время находится в коллекции музея.